# Stazione di Takii
La stazione di Takii (滝井駅?, Takii-eki) è una stazione ferroviaria delle Ferrovie Keihan situata nella città di Moriguchi nella prefettura di Osaka, in Giappone. La stazione è servita dalla linea Keihan Nakanoshima ed è dotata di 2 binari passanti su viadotto.

## Linee e servizi

### Treni
Ferrovie Keihan
● Linea principale Keihan

## Struttura
La stazione è costituita due marciapiedi laterali con due binari passanti centrali, su viadotto, al centro dei quali sono presenti altri due binari per il passaggio dei treni veloci.
| 1 | ● Linea principale Keihan | per Moriguchishi, Hirakatashi, Chūshojima, Sanjō e Demachiyanagi (ora di punta) |
| 2 | ● Linea principale Keihan | per Kyōbashi, Yodoyabashi o Nakanoshima (linea Nakanoshima)                     |

## Stazioni adiacenti
| «                             | Servizio                | »                       |
| Linea principale Keihan       | Linea principale Keihan | Linea principale Keihan |
| ----------------------------- | ----------------------- | ----------------------- |
| Sembayashi                    | Locale                  | Doi                     |
| Tutti gli altri treni passano |                         |                         |